# Валеђо
Валеђо (итал. Valeggio) је насеље у Италији у округу Павија, региону Ломбардија.
Према процени из 2011. у насељу је живело 191 становника. Насеље се налази на надморској висини од 94 м.

## Становништво
| 1931. | 1936. | 1951. | 1961. | 1971. | 1981. | 1991. | 2001. | 2011. |
| ----- | ----- | ----- | ----- | ----- | ----- | ----- | ----- | ----- |
| 766   | 730   | 736   | 564   | 371   | 315   | 254   | 226   | 236   |